# Uladsimir Ihnazik
Uladsimir Ihnazik (belarussisch Уладзімір Ігнацік, englisch Uladzimir Ignatik; * 14. Juli 1990 in Minsk, Belarussische SSR, Sowjetunion) ist ein ehemaliger belarussischer Tennisspieler.

## Karriere
In seiner Juniorenkarriere gelangen ihm bereits Achtungserfolge. So gewann er 2007 die Einzelkonkurrenz bei den French Open und erreichte das Einzelfinale in Wimbledon.
Ihnazik hat als Profi vor allem auf der Challenger Tour Erfolge erzielen können. 2009 gewann er seinen ersten Titel in Toyota gegen den Japaner Tatsuma Itō. Der zweite Titel im Einzel folgte 2011 in Guangzhou, wo er Alexander Kudrjawzew glatt in zwei Sätzen besiegte. Es folgten noch drei weitere Titelgewinne. Im Doppel konnte er sich vier Titel sichern, davon einen mit David Marrero in Saint-Brieuc im Jahr 2010 sowie zwei mit Laurynas Grigelis in Wolfsburg und Cherbourg im Jahr 2012. Für ein Grand-Slam-Turnier konnte sich Ihnazik nicht qualifizieren, er scheiterte stets in den Qualifikationsrunden.
Von 2008 bis 2015 bestritt Ihnazik 16 Begegnungen für die belarussische Davis-Cup-Mannschaft.

## Erfolge
| Legende (Anzahl der Siege)  |
| Grand Slam                  |
| ATP World Tour Finals       |
| ATP World Tour Masters 1000 |
| ATP World Tour 500          |
| ATP World Tour 250          |
| ATP Challenger Tour (9)     |

### Einzel

#### Turniersiege
| Nr. | Datum             | Turnier   | Belag         | Finalgegner          | Ergebnis        |
| --- | ----------------- | --------- | ------------- | -------------------- | --------------- |
| 1.  | 29. November 2009 | Toyota    | Teppich (i)   | Tatsuma Itō          | 7:67, 7:63      |
| 2.  | 20. März 2011     | Guangzhou | Hartplatz     | Alexander Kudrjawzew | 6:4, 6:4        |
| 3.  | 14. Oktober 2012  | Taschkent | Hartplatz (i) | Lukáš Lacko          | 6:3, 7:63       |
| 4.  | 29. Januar 2017   | Rennes    | Hartplatz (i) | Andrei Rubljow       | 6:76, 6:3, 7:65 |
| 5.  | 26. November 2017 | Andria    | Teppich (i)   | Christopher Heyman   | 6:73, 6:4, 7:63 |

### Doppel

#### Turniersiege
| Nr. | Datum             | Turnier                | Belag         | Partner           | Finalgegner                          | Ergebnis          |
| --- | ----------------- | ---------------------- | ------------- | ----------------- | ------------------------------------ | ----------------- |
| 1.  | 4. April 2010     | Saint-Brieuc           | Sand          | David Marrero     | Brian Battistone Ryler DeHeart       | 4:6, 6:4, [10:5]  |
| 2.  | 26. Februar 2012  | Wolfsburg              | Teppich (i)   | Laurynas Grigelis | Tomasz Bednarek Olivier Charroin     | 7:5, 4:6, [10:5]  |
| 3.  | 3. März 2012      | Cherbourg              | Hartplatz (i) | Laurynas Grigelis | Dustin Brown Jonathan Marray         | 4:6, 7:69, [10:0] |
| 4.  | 9. September 2012 | Saint-Rémy-de-Provence | Hartplatz     | Laurynas Grigelis | Jordi Marsé Vidri Carlos Poch Gradin | 6:74, 6:3, [10:6] |